# 黃吻棘花鱸
黃吻棘花鮨，又稱卡米花鱸、黃吻棘花鱸，為輻鰭魚綱鱸形目鱸亞目鮨科的其中一個種。

## 分布
本魚分布在太平洋區，包括日本南部、台灣、法屬波里尼西亞、帛琉、薩摩亞群島等海域。

## 深度
水深40至80公尺。

## 特徵
本魚體呈橘紅色，體側背部及背鰭上有許多黃色橫斑，口大，上下頜前端具小犬齒。背鰭硬棘5枚，的第一棘第二鰭棘均短小，而第三鰭棘特別長，而越往後的鰭棘越短，軟條17至18枚，臀鰭硬棘3枚，軟條7枚，尾鰭末端凹入，胸鰭延長，軟條13枚。側線在背鰭鰭棘部上升而在鰭條處陡降。體被細小櫛鱗，主上頜骨及頤部無鱗；頰部鱗6列，側線完整，側線鱗孔數35至37枚。體長可達20公分。

## 生態
棲息於岩礁區，為肉食性魚類，以魚類及甲殼類為主食。因多出產於較深水域且少見，不易捕獲。

## 經濟利用
可食用，但肉質較爛，較少人食用，多作為下雜魚處理。